# Кэнтли, Джон
Джо́н Кэ́нтли (англ. John Cantlie) — британский журналист и военный фотокорреспондент, похищенный боевиками из террористической организации «Исламское государство» (ИГ) в ноябре 2012 года вместе с Джеймсом Фоли. С этого времени удерживается террористами в сирийском городе Ракка, находящемся под контролем исламистов. Ранее он уже похищался в Сирии в июле 2012 года, но тогда был освобождён.
Боевики неоднократно размещали видеообращения Кэнтли, в одном из которых он назвал американскую помощь сирийской оппозиции бесполезной. Ранее в интернете появилось видео, на котором похищенный журналист призвал США отказаться от военной операции против ИГ. Тем не менее в сентябре международная коалиция начала авиаудары по позициям исламистов в Сирии и Ираке, а также решила оказывать поддержку умеренной сирийской оппозиции и иракским силовикам.

## Семья
В октябре 2014 года в возрасте 80 лет от осложнений после воспаления лёгких скончался отец Джона Кэнтли, Пол. За две недели до своей смерти он записал из больничной палаты видеообращение с просьбой освободить его сына.